# Bruno Franz Leopold Liebermann

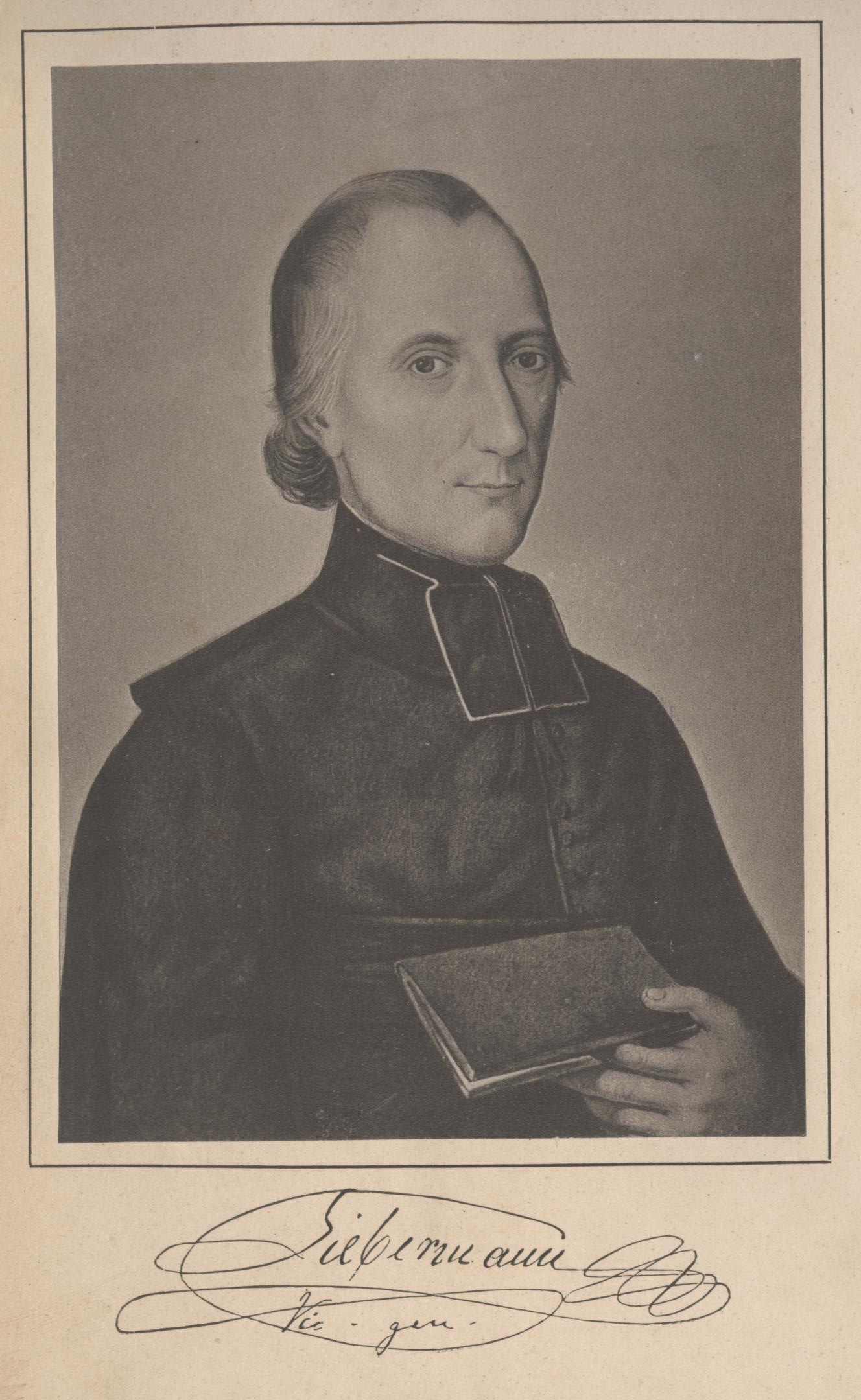
Bruno Franz Leopold Liebermann, als Generalvikar von Straßburg, Litho mit Unterschrift Liebermanns, aus der Biographie von Joseph Guerber MdR, Freiburg, 1880

Bruno Franz Leopold Liebermann (* 12. Oktober 1759 in Molsheim, Elsass; † 11. November 1844 in Straßburg), teilweise mit Vornamen auch in Quellen als Franz Leopold Bruno und Franciscus Leopoldus Bruno oder einfach Leopold genannt, war ein deutscher katholischer Theologe.

## Lebenslauf
Nach der Gymnasial- und Priesterseminarszeit in Straßburg und erfolgter Priesterweihe wurde Liebermann 1783 Direktor am Straßburger Seminar. Nach seiner Tätigkeit als Münsterprediger ab 1784 wurde er 1787 Pfarrer in Ernolsheim-Bruche. Der Empfehlung an Katholiken, säkularisierten Kirchenbesitz aufzukaufen, stellte er sich entgegen und verweigerte den Eid auf die Zivilverfassung des Klerus. Im Ersten Koalitionskrieg verlegte der in seine rechtsrheinische Besitzungen geflohene Bischof Louis René Édouard de Rohan-Guéméné 1792 das Straßburger Priesterseminar in das Kloster Allerheiligen (Schwarzwald), wo Liebermann Kirchenrecht und Dogmatik lehrte.
Im Jahr 1795 kam er heimlich auf seine Pfarrstelle zurück und wurde 1801 wieder Münsterprediger und Sekretär in der Diözesanverwaltung, doch kehrte er nach Differenzen mit Bischof Jean-Baptiste Pierre Saurine schon im Jahr 1803 nach Ernolsheim als Pfarrer zurück. Als der Mainzer Bischof Joseph Ludwig Colmar im selben Jahr ein Priesterseminar gründete, berief er Liebermann zu dessen Regens.
Im Jahr 1804 wurde Liebermann verhaftet und nach etwa 234 Tagen „en surveillance“ (= unter Aufsicht) entlassen. Ab 1805 war er Seminarregens und Domprediger im Martinsdom. Die Aufhebung der Polizeiaufsicht erfolgte im Jahr 1808. Er dozierte neben Pastoraltheologie in folgenden Fächern: von 1805 bis 1811 Kirchenrecht, von 1812 bis 1822 Dogmatik und anschließend Kirchengeschichte und Kirchenrecht. Daher lag es nahe, dass er sich im Mainzer Kreis engagierte.
1824 kehrte er aus Mainz nach Straßburg zurück und wurde dort 1828 Generalvikar.

## Werke
- Institutiones theologiae dogmaticae, 1819–1827
- Lob- und Trauerrede bey Gelegenheit des höchst traurigen Hintrittes ... Joseph Ludwig Colmars, Bischofes zu Mainz ..., vorgetragen von Franz Leopold Bruno Liebermann
- Predigten von Bruno Franz Leopold Liebermann, Mainz 1851

## Schüler
Die Schüler Liebermanns – sowohl spätere Geistliche als auch Laien – sind sehr zahlreich; darunter viele bedeutende Persönlichkeiten, die Geist und Methoden des Lehrers weitertrugen. Dadurch hat er den Katholizismus im südwestdeutschen Raum, das gesamte 19. Jahrhundert über, entscheidend geprägt und beeinflusst. An berühmten Schülern Liebermanns sind besonders zu nennen: Andreas Räß, Bischof von Straßburg (Elsass), Johannes von Geissel, Bischof von Speyer und Kardinal-Erzbischof von Köln, Nikolaus von Weis, Bischof von Speyer, Franz Xaver Remling, Domkapitular, Historiker und Schriftsteller in Speyer, Adam Franz Lennig, Domkapitular und Generalvikar in Mainz (über ihn beeinflusste Liebermann auch dessen Neffen Bischof Christoph Moufang, Administrator des Bistums Mainz), Simon Ferdinand Mühe, Professor der Pastoral und berühmter Domprediger in Straßburg, Johann Martin Foliot, Domdechant und Generalvikar in Speyer, Johannes Peter Busch, Dompropst und Generalvikar in Speyer, Franz Joseph Weiß, Seminarregens, Domkapitular und Domdekan in Speyer, Anton Forch, Dompropst in Speyer, Heinrich Klee, Dogmatikprofessor in Bonn und München, Martin Krautheimer, Dogmatikprofessor und Schriftsteller, Caspar Riffel, Professor für Kirchenrecht und Kirchengeschichte in Gießen, Joseph Kehrein, Gymnasialprofessor, Pädagoge, und Dichter in Hadamar und Montabaur, Philipp Külb, Historiker und Stadtbibliothekar in Mainz, sowie Friedrich Lennig, Bruder des vorgenannten Generalvikars, Rheinhessischer Heimatschriftsteller.